# GBDe
GBDe (Global Business Dialogue on Electronic Commerce) は、1999年1月に新興オンライン経済に対する世界の政策フレームワーク開発を支援することを目的に設立された、CEO主導によるグローバルなビジネスイニシアティブである。GBDe は、2001年以降コンバージェンス関連問題について、民間/政府での活発な意見交換を促進してきた。今日、新しいパラダイムに立脚した世界政策フレームワークを構築することが急務となっている。